# Waterstraat (Zaltbommel)
De Waterstraat is een straat in de stad Zaltbommel in de Nederlandse provincie Gelderland. De straat loopt vanaf de Markt, Gasthuisstraat en de Boschstraat tot de Waalkade. Zijstraten van de Waterstraat zijn de Korte Tolstraat en de Lange Steigerstraat. De straat is ongeveer 170 meter lang. Aan de Waterstraat bevinden zich een groot aantal rijksmonumentale panden. Ook bevindt zich aan de Waterstraat nog de oude stadsmuur alsook de Stadspoort die toegang biedt tot de Waalkade.

## Fotogalerij

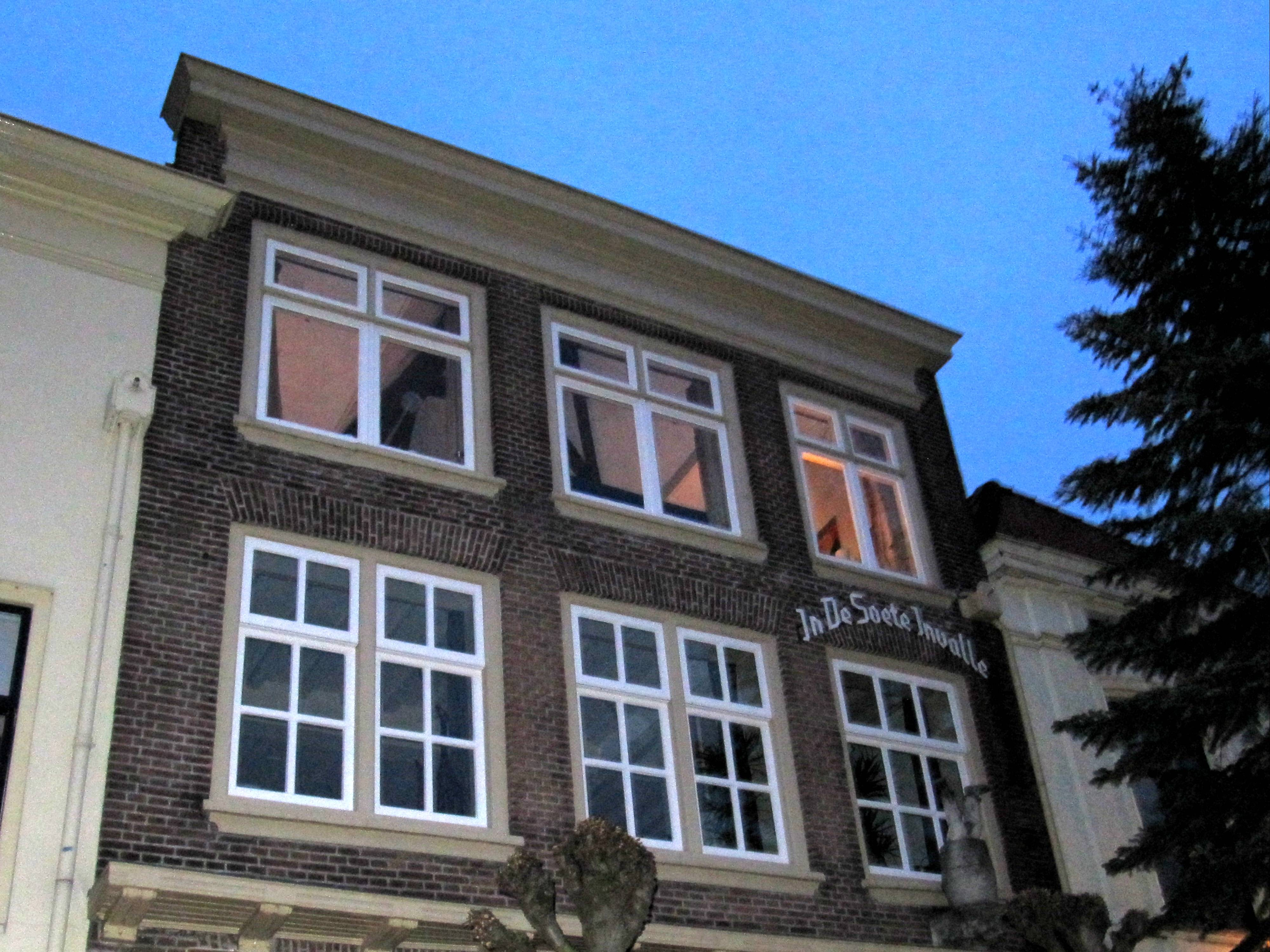
Waterstraat 36 (rijksmonument)
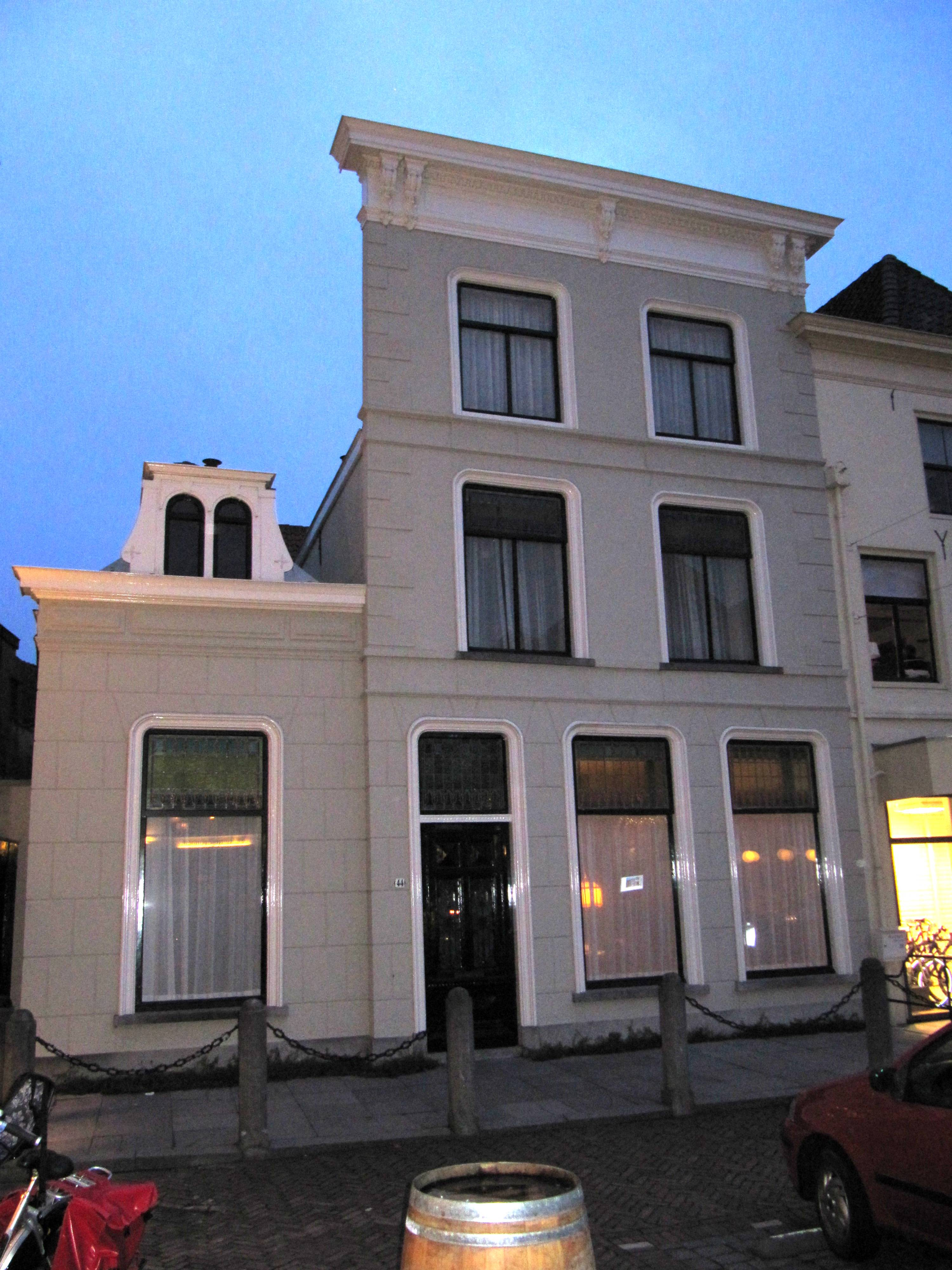
Waterstraat 44 (rijksmonument)

Boschstraat ·
De Virieusingel ·
Gamerschestraat ·
Gasthuisstraat ·
Kerkplein ·
Kerkstraat · 
Korte Steigerstraat ·
Korte Strikstraat ·
Lange Steigerstraat · 
Markt ·
Nieuwstraat ·
Nonnenstraat ·
Oliemolen ·
Oliestraat ·
Steenweg ·
Tolstraat · 
Vismarkt · 
Waalkade · 
Waterstraat · 
Zandstraat